# サマーダイブ2011 極楽門からこんにちは
『サマーダイブ2011 極楽門からこんにちは』（サマーダイブにせんじゅういち ごくらくもんからこんにちは）は、ももいろクローバーZが2011年8月20日によみうりランドで開催したライブ。
Blu-ray & DVDとして発売されており、DVDはレンタルにも対応している。

## 概要
初めて開催された屋外での大規模ライブ。指定席は全て売り切れたため後方の芝生席まで解放され、当時の観客動員記録を塗り替える約6000人のファンが集結した。「極楽門」は実際に会場に隣接する門であり、そこからメンバーも登場した。クレーン車で上空高くまでメンバーがリフトアップされる演出に始まり、ステージ脇からの放水やメンバーによる水鉄砲攻撃など、屋外の利点を活かしたパフォーマンスが繰り広げられた。アンコール後には終演のアナウンスが流れる中、ダブルアンコールを求める声が鳴りやまなかった。遅い時間帯だったため、メンバーは規定上出演できなかったが、マイクを通してファンに感謝の言葉を述べた。
このライブでは、直前に発売されたアルバム『バトル アンド ロマンス』の全曲がセットリストに組み込まれた。また玉井詩織が、トレードマークであったツインテールからショートカットにイメージチェンジした姿を初披露した。

## セットリスト
ももいろクローバーZ 対 ものクロ帝国 〜最後の戦い〜（オープニング）
20分に渡り本人たちが登場せず寸劇が繰り広げられたため、ファンの間で賛否両論となった。しかし演出の佐々木敦規の後日談によると、前座の地味な試合から始まって大物が登場する、昭和のプロレスの古き良き流れを意識したものであり、待たされたり溜められた時の爆発力を引き出す意図が隠されていた。
1. Z伝説 〜終わりなき革命〜
ライブ映像 - YouTube
2. CONTRADICTION
3. D'の純情
4. ピンキージョーンズ
5. 天手力男
ライブ映像 - YouTube
6. ミライボウル
7. ワニとシャンプー
ライブ映像 - GYAO!
8. キミとセカイ
9. 気分はSuper Girl!
10. ももクロのニッポン万歳!
11. Believe
12. キミノアト
13. 全力少女
14. Chai Maxx
15. 行くぜっ!怪盗少女
16. ココ☆ナツ
ライブ映像 - YouTube
17. スターダストセレナーデ
18. オレンジノート
19. 走れ!（アンコール）
20. コノウタ（アンコール）
21. ツヨクツヨク（アンコール）

特典映像（DVD & Blu-ray）
あの“門"へ向かって